# Anielin (powiat kutnowski)
Anielin – wieś w Polsce położona w województwie łódzkim, w powiecie kutnowskim, w gminie Łanięta.
Graniczy ze wsiami Pomarzany i Zgoda (w gm. Łanięta) oraz Belno i Niecki (w gm. Gostynin).
W latach 1975–1998 miejscowość należała administracyjnie do województwa płockiego.